# サウスウエスト国立公園

■オリーブドラブ系色で塗り潰された範囲がサウスウエスト国立公園指定地域。指定地域内で一番目立っている水域がバサースト湾。

サウスウエスト国立公園（英: Southwest National Park）は、オーストラリア連邦タスマニア州の南西タスマニアに設けられた国立公園である。ホバートの町から約93km西にある。浅い水域に多種多様な深海生物が棲息するという世界的に稀有な生物相を持つバサースト湾を擁するサウスウェストウィルダネスを含む地域である。
当国立公園は、ペダー湖（英: Lake Pedder）の氾濫をきっかけとして、1960年代後半、地域の保護を目的にその中心が設立された。現在では原生が良く保護された国立公園として有名である。
サウスウェストウィルダネスを擁する当区域は、1982年、ユネスコ世界遺産（複合遺産）「タスマニア原生地域」の主要構成地域になった。また、1977年にユネスコの生物圏保護区に登録されたが、2002年に登録が撤回された。

## 基本情報
- 面積: 6180.10 km2
- 南緯: 42° 50' 01" S
- 東経: 146° 08' 58" E
- 設立日: ?
- 運営主体: タスマニア公園と野生生物サービス（Tasmania Parks and Wildlife Service）
- IUCNカテゴリー: II（国立公園）/Ib（原生自然地域）